# نیکلاس آلوارادو
نیکلاس آلوارادو (انگلیسی: Nicolas Alvarado؛ زادهٔ ۱۹ ژوئن ۱۹۴۴) بازیکن بسکتبال اهل پاناما بود.